# Чапля чорноголова
Чапля чорноголова (Ardea melanocephala) — птах з родини чаплевих, поширені в тропічній Африці.

## Опис
Чаплі цього виду досягають довжини 85 см і мають розмах крил 150 см. Вона майже така завбільшки, як і чапля сіра, на яку вона зовні схожа, але забарвлення оперення переважно темніше. Оперення на верхній стороні тіла темно-сіре, на нижній — світло-сіре.

## Поширення
Поширена в Африці на південь від Сахари, а також на Мадагаскарі. Це переважно осілий птах, тим не менш, деякі птахи з західноафриканської популяції мігрують під час сезону дощів в північні регіони.

## Розмноження
Гніздиться у колоніях на близьких до води деревах або в заростях очерету. У місцевостях, де також зустрічається сіра чапля, вони утворюють при нагоді змішані гніздові колонії. У кладці від 2 до 4 яєць, висиджування яких триває від 25 до 28 днів.
На відміну від рудої і сірої чапель також охоче ловить здобич на відстані від води. Вона живиться переважно рибою і жабами, але також дрібними ссавцями та птахами. Часто можна спостерігати, як вона нерухомо чатує на здобич.